# Jan Szczepanik

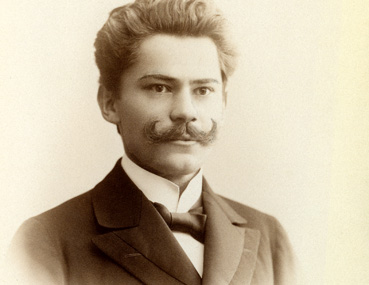
Jan Szczepanik

Jan Szczepanik (* 13. Juni 1872 in Rudniki bei Mostyska, Österreich-Ungarn, heute: Ukraine; wahrscheinlicher: Krosno, Ostgalizien, heute: Polen; † 18. April 1926 in Tarnów, Zweite Polnische Republik) war ein polnischer Chemiker und Erfinder.

## Leben
Szczepanik war Dorfschullehrer in Korczina, wo er fotografische Apparate entwickelte. 1895 präsentierte er dem k.u.k. Kriegsministerium in Wien seinen noch nicht fertigen Entwurf eines „Fernsehers“, für dessen Weiterentwicklung er Mittel suchte. So wurde der aus Boryslaw stammende Kaufmann Ludwig Kleinberg auf Szczepanik aufmerksam und bot sich erfolgreich als Förderer und Kompagnon an. 1895 bis 1898 baute Szczepanik seine Maschinen in Aachen und Lüttich. 1898 übersiedelte er zu Kleinberg nach Wien, wo er das Unternehmen Société des inventions Jan Szczepanik & Cie. gründete. Im Rahmen dieses Unternehmens wollten er und Kleinberg auch wissenschaftliche Forschungen Dritter umsetzen, unter anderem in Lemberg in einer Filialwerkstätte die Arbeiten von Franciszek Dionizy Rychnowski de Welehrad (1850–1929), dem Entdecker des Eteroids/Elektroids/Himmelsfluids.
1898 ging Szczepanik eine Partnerschaft mit Casimir Zeglen ein. Zeglen entwickelte eine beschusshemmende Textilie und versuchte mit Hilfe Szczepanik die Massenproduktion sicherzustellen. Die Partnerschaft zerbrach jedoch, als Szczepanik Patente von Zeglen auf eigene Faust vermarkten wollte.
Um die Jahrhundertwende verlegte die bereits über hundert Mitarbeiter verfügende Gesellschaft ihren Sitz an die Prager Straße 6–8 in Wien-Landstraße, wo am 4. Februar 1902 die Actiengesellschaft für Szczepaniks Textil-Industrie-Fabriks-Anstalt in Wien als Zweigniederlassung der am 30. März 1901 in Krakau eingetragenen Actiengesellschaft für Szczepanik’s Textil-Industrie handelsgerichtlich protokolliert wurde. Die Szczepaniksche Anstalt in Wien-Landstraße kam jedoch zu einem schnellen Ende: Am 1. Dezember 1903 wurde die Einrichtung der liquidierten Aktiengesellschaft (und nicht der Société des inventions) im gerichtlichen Feilbietungsweg veräußert. Die Société des inventions wurde 1905 aufgelöst, eine vor Ort noch vorhandene zweite Gesellschaft für Szczepaniks Textilindustrie wurde zu Beginn des Jahres 1906 eingestellt, die Versteigerung von acht österreichischen und ungarischen Textilpatenten am 8. März 1906 verlief ergebnislos.
Jan Szczepanik fand ab den Jahren um 1895 zunehmend internationale Anerkennung. Zu seinen Erfindungen gehören unter anderem das 1898 für die Weltausstellung Paris 1900 angekündigte, jedoch nie fertiggestellte Telektroskop (ein Apparat zur Reproduktion von Bild und Ton, auch: „elektrischer Fernseher“) sowie der Fotoskulptor, ein Gerät zum Kopieren von Skulpturen. Er entwickelte ein kugelsicheres Gewebe, ein Webeverfahren zur Herstellung von dreifarbigen Fotorastern und ein Tonaufzeichnungs- und Wiedergabegerät. Außerdem beschäftigte er sich mit der Konstruktion von Flugzeugen, Helikoptern und U-Booten.
Die außergewöhnliche Popularität, die Szczepanik ab Mitte der 1890er-Jahre mit nur 25 Jahren genoss, war in erster Linie getragen von den Berichten um die Entwicklung des Telektroskops sowie den photographischen Verfahren in der Weberei. Nachteilig für das Ansehen des Erfinders in der Öffentlichkeit war nicht nur das uneingelöst gebliebene Versprechen, den „elektrischen Fernseher“ 1900 auf der Weltausstellung in Paris zu zeigen, sondern im Besonderen das Nichtvollenden dieser an die Arbeiten von Thomas Edison (1847–1931) anschließen wollenden „Maschine“. Als 1903/04 die existenziellen Schwierigkeiten seiner Wiener Textil-Gesellschaften bekannt wurden, führte Szczepanik das unter anderem auf seine Abwesenheiten während der ihm auferlegten drei Militärdienstjahre zurück: Noch in der Stellung eines (karenzierten) Lehrers hätte Szczepanik einen für seine Zeiteinteilung günstigen einjährigen Freiwilligendienst ableisten können, jedoch die Entscheidung, den Lehrberuf gänzlich aufzugeben, zog den regulären Kriegsdienst nach sich. Entscheidend für das Scheitern im Textilbereich war jedoch der Umstand, dass sich die zunächst gefeierten Produktionsmethoden als zu teuer herausstellten und die entgeltliche Nutzung von Szczepanik’schen Patenten zum Stillstand kam.
1907 schuf Szczepanik gemeinsam mit Karl Hollborn (1862–1942), Dresden, im Bereich des Autochromverfahrens die Veracolorplatte, 1924/25 trat er mit einem kinematografischen Apparat zur Aufnahme und Wiedergabe natürlicher Farben vor das Fachpublikum.
Szczepanik zog sich während des Ersten Weltkriegs nach Tarnów zurück, wo er 1926 auf dem alten katholischen Friedhof bestattet wurde.